# Blaževdol
 Blaževdol falu Horvátországban Zágráb megyében. Közigazgatásilag Szentivánzelinához tartozik.

## Fekvése
Zágrábtól 24 km-re északkeletre, községközpontjától  4 km-re délre a megye északkeleti részén fekszik.

## Története
1783-ban az első katonai felmérés térképén „Dorf Blazin Dol” néven szerepel. 1806-ban „Blasevdol” néven említik. A falunak 1857-ben 306, 1910-ben 504 lakosa volt. Trianonig Zágráb vármegye Szentivánzelinai járásához tartozott. 2001-ben 399 lakosa volt.

## Külső hivatkozások
- Szentivánzelina község hivatalos oldala
- Az első katonai felmérés térképe (1763-1787)